# إيمة رملية
إيمة رملية (الاسم العلمي: Imma arenaria) هي نوع من الحشرات تتبع جنس الإيمة من فصيلة الإيميات.